# 自我屠殺
自我屠殺（Autogenocide），是指国家与政府大量屠杀自己人民。此詞源自种族屠杀。
自我屠杀大部分表现为本国政府的政治运动造成的大屠杀或者由于错误政策或者刻意下令导致的人民大量死亡。这个词语的创立主要是用來標籤赤柬治下的紅色高棉大屠杀，区别于納粹式的种族屠杀，但亦可指蘇共的大清洗、烏克蘭大飢荒、中共的大躍進飢荒、文化大革命、朝鮮勞動黨的苦难的行军等。